# Rombski dodekaeder
| rombski dodekaeder              | rombski dodekaeder                                                  |
| ------------------------------- | ------------------------------------------------------------------- |
| (animacija)                     |                                                                     |
| Vrsta                           | Catalanovo telo                                                     |
| Vrsta stranskih ploskev         | rombi                                                               |
| Stranske ploskve                | 12                                                                  |
| Robovi                          | 24                                                                  |
| Oglišča                         | 14                                                                  |
| Vrsta oglišč                    | 8{3}+6{4}                                                           |
| Konfiguracija stranskih ploskev | V3.4.3.4                                                            |
| Simetrijska grupa               | Oh BC3, [4,3],*432                                                  |
| Diedrski kot                    | 120º                                                                |
| Značilnosti                     | konveksen ploskovno prehoden robovno prehoden zonoeder paraleloeder |
|                                 |                                                                     |

Rombski dodekaeder je v geometriji konveksni polieder z 12-imi skladnimi rombskimi stranskimi ploskvami. Telo je dual arhimedskega telesa ali Catalanovo telo. Je tudi dualno telo kubooktaedra. 

## Značilnosti
Rombski dodekaeder je zonoeder. Njegov dual je kubooktaeder. Daljša diagonala vsake stranske ploskve je natančno za √2 daljša od kratke diagonale. Ostri kot na vsaki stranski ploskvi tako meri arccos(1/3) (glej krožna funkcija) ali približno 70,53º.
Ker je dualno telo arhimedskega telesa, ima rombski dodekaeder prehodne stranske ploskve. To pomeni, da simetrijska grupa telesa deluje prehodno na množico stranskih ploskev. To pomeni, da za poljubni stranski ploskvi A in B, obstaja vrtenje ali zrcaljenje telesa, ki pušča telo v istem področju prostora, če se premakne stransko ploskev od A do B.

## Velikost
Če je dolžina rombskega dodekaedra a, je polmer včrtane sfere:
{\displaystyle r_{i}={\frac {\sqrt {6}}{3}}a\approx 0,8164965809a\!\,.}

## Ploščina in prostornina
Ploščina P in prostornina V rombskega dodekaedra z dolžino roba a sta:
{\displaystyle P=8{\sqrt {2}}a^{2}\approx 11,3137085a^{2}\!\,,}
{\displaystyle V={\frac {16}{9}}{\sqrt {3}}a^{3}\approx 3,07920144a^{3}\!\,.}

## Sorodni poliedri
|                                 | sferni poliedri | sferni poliedri    | sferni poliedri       | evklidsko tlakovanje | hiperbolično tlakovanje | hiperbolično tlakovanje |
| sferna/ravninska simetrija      | *332 [3,3] Td   | *432 [4,3] Od      | *532 [5,3] Id         | *632 [6,3] P6m       | *732 [7,3]              | *832 [8,3]              |
| ------------------------------- | --------------- | ------------------ | --------------------- | -------------------- | ----------------------- | ----------------------- |
| rombske slike                   | kocka           | rombski dodekaeder | rombski triakontaeder | rombilsko            |                         |                         |
| konfiguracija stranskih ploskev | V3.3.3.3        | V3.4.3.4           | V3.5.3.5              | V3.6.3.6             | V3.7.3.7                | V3.8.3.8                |

Podobno z neskončno vrsto tlakovanj, ki imajo konfiguracijo stranskih ploskev enako V3.2n.3.2n. Prvo tlakovanje nastopa v evklidski, drugo pa v hiperbolični ravnini.
| V3.4.3.4 (narisano kot mreža telesa) | V3.6.3.6 evklidsko ravninsko tlakovanje rombilsko tlakovanje | V3.8.3.8 hiperbolično ravninsko tlakovanje (narisano v Poincaréjevem diskovnem modelu) |